# UHT Sabers Oświęcim
Az UHT Sabers Oświęcim egy lengyel egyetemi jégkorongcsapat Oświęcimen. A csapatot 2021-ben alapították, és az Európai Egyetemi Jégkorong Ligában játszik. A klub a oświęcimi Witold Pilecki Lovaskapitány Kis-lengyelországi Állami Egyetemet képviseli. A hazai mérkőzéseit a 2 686 férőhelyes Lodowisko MOSiR jégcsarnokban játssza.

## Története

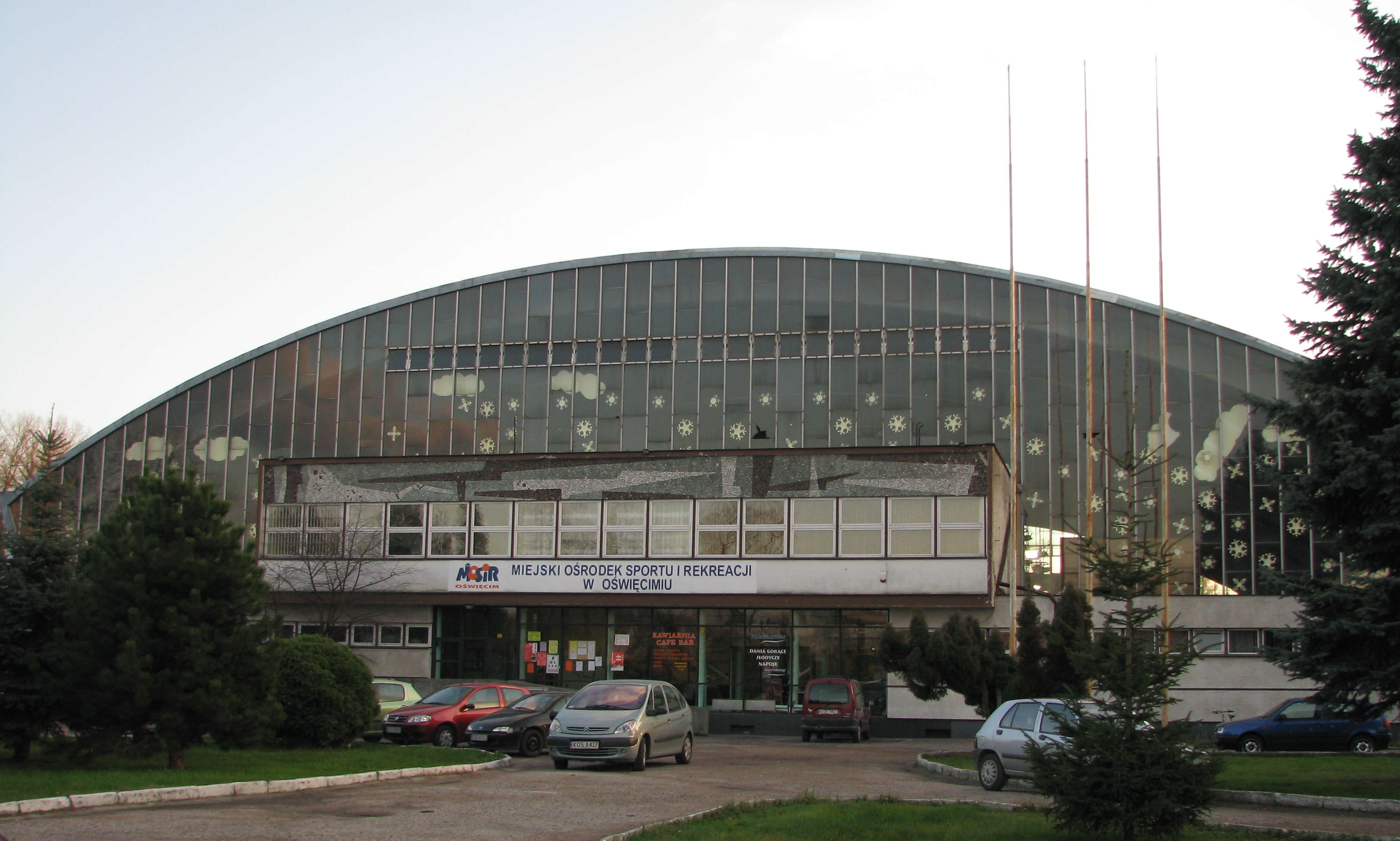
A csapat otthona, a Lodowisko MOSiR

A klubot 2021-ben alapították.

## Statisztikák
| Alapszakasz | Alapszakasz | Alapszakasz | Alapszakasz | Alapszakasz | Alapszakasz | Alapszakasz | Alapszakasz | Alapszakasz | Rájátszás                                  | Rájátszás                                | Rájátszás |
| Szezon      | LM          | GY          | GY.H.       | V. H.       | V           | G           | P           | Helyezés    | Negyeddöntő                                | Elődöntő                                 | Döntő     |
| ----------- | ----------- | ----------- | ----------- | ----------- | ----------- | ----------- | ----------- | ----------- | ------------------------------------------ | ---------------------------------------- | --------- |
| 2021–22     | 12          | 5           | 2           | 0           | 5           | 58:61       | 19          | 3.          | Győzelem a Sapientia U23 ellen (2-1)       | Vereség az UK Praha ellen (0-2)          | -         |
| 2022–23     | 14          | 9           | 1           | 0           | 4           | 87:67       | 26          | 3.          | Győzelem a HC UNIZA ellen (2-1)            | Vereség a Gladiators Trenčín ellen (1-3) | -         |
| 2023–24     | 14          | 8           | 2           | 1           | 3           | 47:35       | 29          | 3.          | Vereség a Philosophers Nitra ellen (1-2)   | -                                        | -         |
| 2024–25     | 12          | 7           | 1           | 0           | 4           | 51:33       | 23          | 3.          | Vereség a University Spartacus ellen (1-3) | -                                        | -         |